# 1852
Cette page concerne l'année 1852 (MDCCCLII en chiffres romains) du calendrier grégorien.
L'année 1852 est une année bissextile qui commence un jeudi.

## Événements

### Afrique
- 13 janvier : sous la pression britannique, le roi d’Abomey Ghézo abolit la traite dans ses États[1].

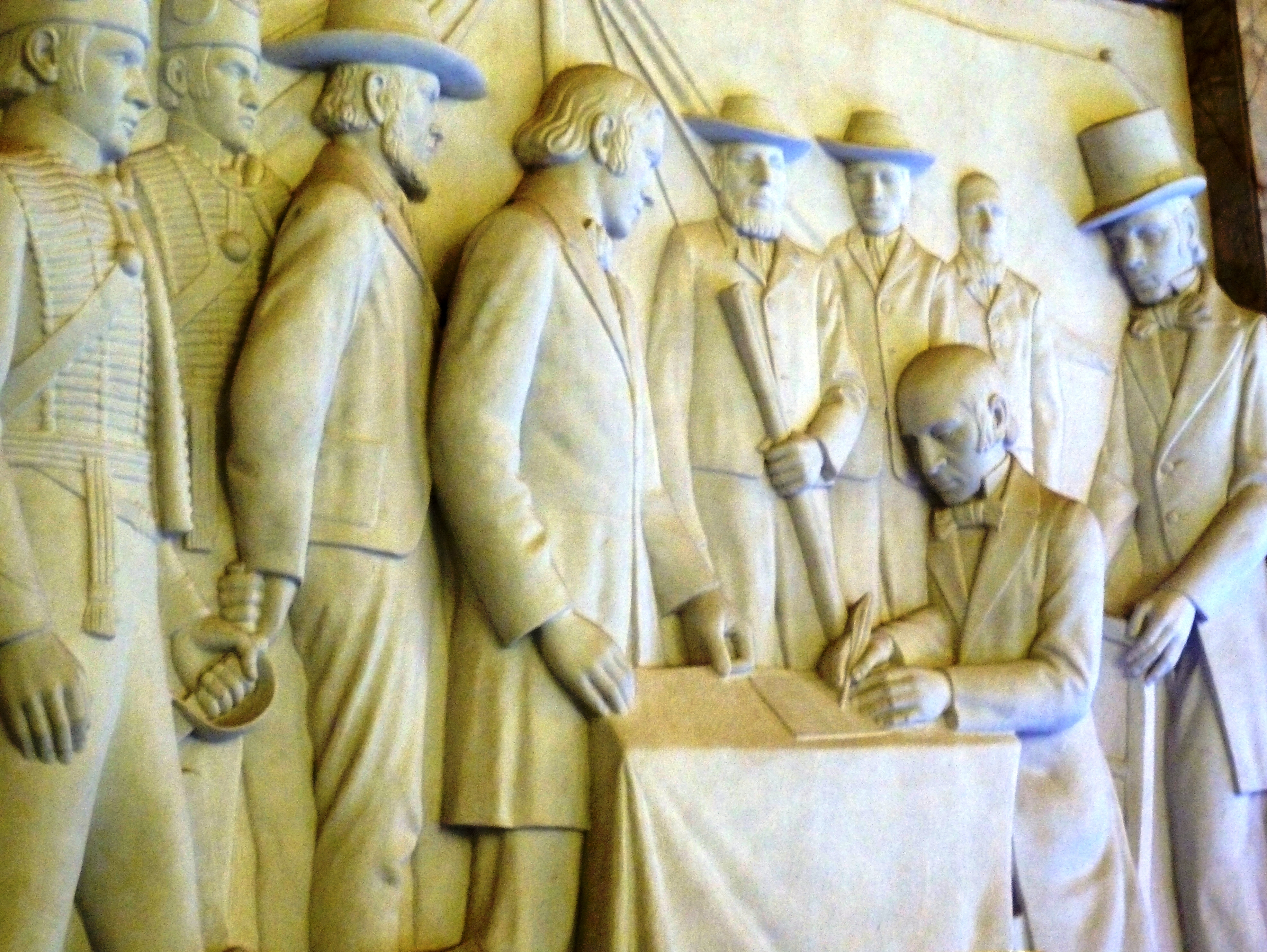
17 janvier : convention de Sand River.

- 17 janvier : convention de Sand River. Le Royaume-Uni reconnaît l’indépendance du Transvaal[2].
- 26 février : naufrage du HMS Birkenhead à Danger Point, près de Gansbaai, à 140 kilomètres du Cap, en Afrique du Sud. Il n'y a pas assez de canots de sauvetage pour tous les passagers, et grâce à la fermeté des soldats, les femmes et les enfants peuvent être évacués en toute sécurité. Seulement 193 des 643 passagers survivent[3].
- 29 avril : traité entre le consul britannique John Beecroft et plusieurs rois duala du Cameroun, dont King Bell et le roi d’Akwa. La traite est à jamais abolie et les activités dérivées de l’esclavage sont proscrites. Les sacrifices humains sont interdits. Le Royaume-Uni s’assure les mêmes conditions de commerce que les autres pays européens. Les missionnaires et leurs ministres locaux sont protégés. Des indemnités sont promises aux chefs pour compenser la perte des revenus de la traite[4].
- 16 octobre : Abd el-Kader obtient sa libération et se retire à Damas où il meurt en 1883, restant fidèle à sa parole de ne pas reprendre les armes. Il sera promu grand-croix de la Légion d’honneur en 1860 pour avoir sauvé la vie de 12 000 chrétiens en Syrie[5].
- 20 novembre : départ d’une expédition de Silva Porto du Bié en Angola au Barotseland, qu’elle atteint en février 1853. Elle arrive au Mozambique le 8 septembre 1854, réalisant la deuxième traversée ouest-est attestée du continent[6].

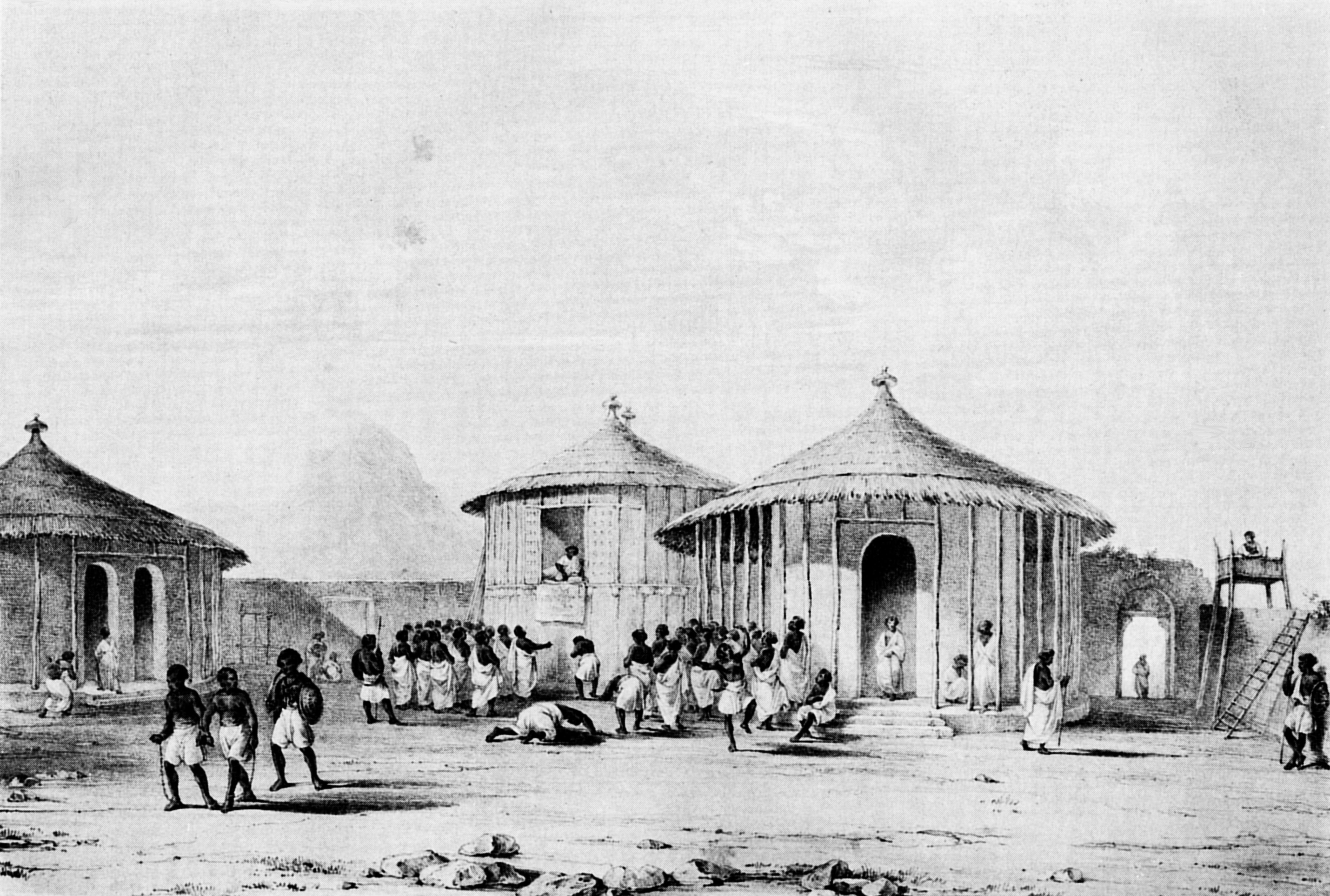
Le roi du Choa Sahle Selassié rendant la justice.

- 27 novembre : en Éthiopie, Cassa établi à Gondar, vainc et tue Ras Gochou, du Godjam, à la bataille de Gour Amba[7]. La victoire de Cassa met définitivement un terme au pouvoir des Galla en Éthiopie.
- Novembre : traité entre les Ndébélés de Mzilikazi et les Boers de Potgieter qui reconnaissent l’existence d’une frontière intangible avec le Matabélé (Zimbabwe) et formulent des principes de bon voisinage[8].
- 4 décembre : prise de Laghouat. Dans le sud de l’Algérie, le chérif d’Ouargla Mohammed ben Abdallah prêche la guerre sainte parmi les tribus sahariennes. Les troupes françaises réagissent, prennent Laghouat, mais le chérif Mohammed poursuit le combat[9].
- Début du règne de Kyebambe IV Kamarasi, omukama (roi) du Bounyoro (fin en 1869) après l’assassinat de Olimi V Rwakabale par ses frères[10]. Le règne de Kamarasi est marqué par une succession de guerres civiles, par les premiers essais réussis de reconquête des provinces sécessionnistes et par un pouvoir de plus en plus autoritaire.
- Répression d’une révolte dans le Tadla, au Maroc (1852-1853)[11].
- Première liaison entre l’Afrique occidentale et l’Europe par un bateau à vapeur[12].
- Tabora (Kazeh) devient le quartier général des marchands swahili, relais entre Zanzibar et la route des Grands Lacs[13].
- L'explorateur allemand Ludwig Krapf, alors qu'il visite un avant-poste d'Usambara gouverné par Kimweri ye Nyumbai (en), signale qu'une force de 800 guerriers Maasaï est passée par la vallée de Karenge (en) dans le Kenya actuel quelques jours plus tôt pour attaquer les Zigua dans les plaines du Pangani. Kimweri, en guerre avec les Zigua, autorise ce déplacement[14].

### Amérique
- 3 février : victoire de Justo José de Urquiza contre les forces de Juan Manuel de Rosas à la bataille de Caseros, en Argentine. Fin de la guerre de la Plata. Rosas s’exile en Europe et Urquiza prend le pouvoir. Cette lutte pour le pouvoir est l’aboutissement de l’opposition entre les prétentions centralistes de Buenos Aires et le fédéralisme des provinces de l’Intérieur[15].
- 27 mars, France : décret concernant les condamnés aux travaux forcés, actuellement détenus dans les bagnes, et qui seront envoyés à la Guyane pour y subir leur peine. La frégate L'Allier part de Brest le 31 mars avec les premiers bagnards à destination du bagne de l’île du Diable, près de Cayenne, en Guyane, où elle arrive le 10 mai[16]. Il recevra 18 000 forçats sous le Second Empire et 70 000 jusqu’à sa suppression effective en 1947 (suppression légale en 1938).
- 31 mai : L’Argentine devient un État fédéral et Urquiza prend le titre de « directeur provisoire de la Confédération argentine »[17].
- 23 juin : Urquiza occupe militairement Buenos Aires[17].
- 11 septembre : sécession de Buenos Aires contre Justo José de Urquiza[18]. L’État de Buenos Aires est séparé de la Confédération argentine jusqu’en 1862.
- 17 septembre : intervention des États-Unis en Argentine. Les marines débarquent à Buenos Aires afin de protéger les intérêts américains pendant la révolution (3-12 février 1852, 17 septembre 1852-avril 1853)[19].

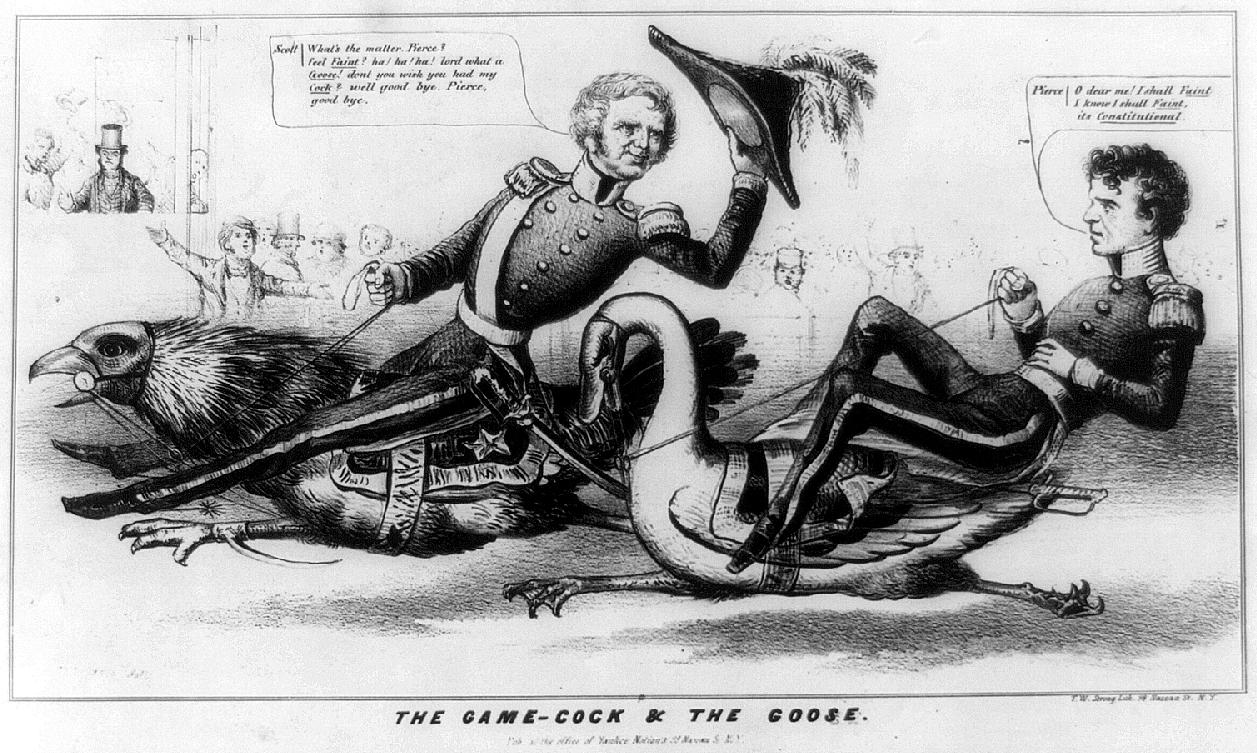
Illustration pour la campagne présidentielle Winfield Scott -Franklin Pierce.

- 2 novembre : le démocrate Franklin Pierce est élu président des États-Unis[20]. Les whigs et les Free Soilers sont affaiblis, tandis que le parti nativiste, anticatholique et xénophobe, progresse.

### Asie et Pacifique
- 8 février : firman impérial ottoman décidant des contestations des Lieux-Saints, qui donne partiellement satisfaction à la France. La Russie obtient un firman contradictoire le 21 mars[21].
- 13 février[22] : Bombay Rent-free Estates Act. Lord Dalhousie nomme une commission qui confisque dans le Dekkan plus de 20 000 grandes propriétés (1852-1857). La Compagnie annexe le territoire de tout souverain mort sans héritier mâle[23].
- 5 avril : deuxième guerre britannico-birmane, déclenchée par les Britanniques qui profitent de l’avènement du roi du Siam, Rama IV, ennemi des Birmans et favorable à la présence occidentale (fin en 1855). Les Britanniques prennent Pégou le 3 juin et contrôlent le delta de l’Irrawaddy (ancien état Môn)[24].
- 18 avril - 19 mai : les Taiping commencent le siège de Guilin[25].
- 10 juin : après être tombé dans une embuscade à Suo’yi Ford, les Taiping entrent dans le Hunan[26].
- 14 juin : le roi d’Hawaï Kamehameha octroie une Constitution favorable aux Américains. Établis dans les îles depuis 1849, les Américains exercent une grande influence sur le roi. La Constitution donne le droit de vote à tous les habitants sans exclusive et assure aux Américains la gestion du négoce[27].
- 30 juin : acte donnant une Constitution à la Nouvelle-Zélande, qui confère à la colonie une plus large autonomie. Le pays est divisé en six provinces, gouvernée localement par un super-intendant et un Conseil de membres élus. Un gouvernement central à deux Chambres est chargé des affaires d’intérêt général.
- 8 août : une tentative d’assassinat de Nassereddine Shah provoque la persécution de la communauté babi en Perse. Le babisme devient dès lors un simple mouvement religieux[28].
- 13 décembre : les Taiping prennent Yochow, où ils découvrent un important arsenal[29] ; ils atteignent le Yangzi et assiègent les trois villes de Wuchang, Hanyang et Hankou[30].

### Europe

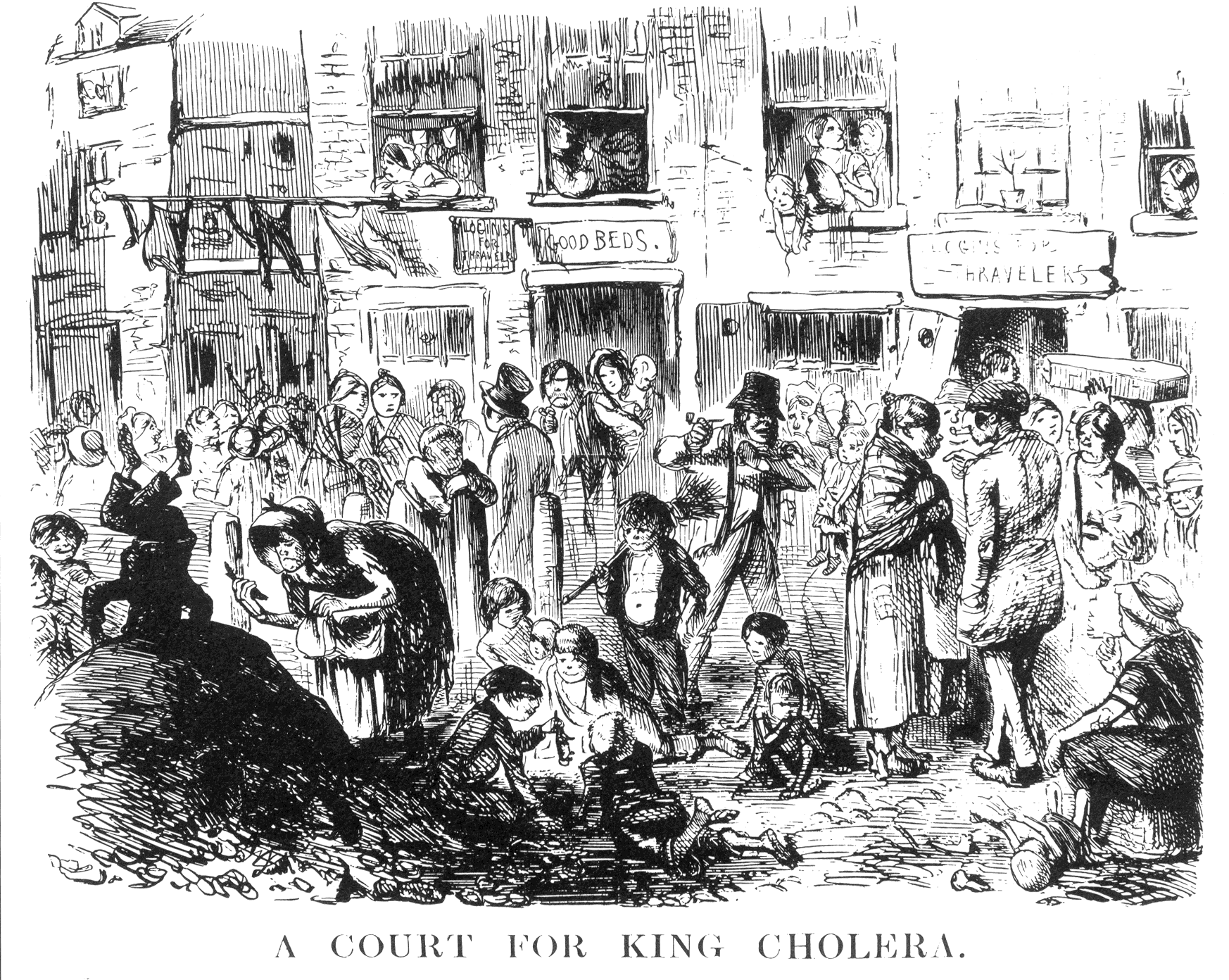
A Court for King Cholera, illustration du magazine britannique Punch en 1852

- 13 janvier : début du règne de Danilo Petrović-Njegoš, prince du Monténégro. Le 21 mars, le Sénat monténégrin réunit à Cetinje laïcise les attributs du pouvoir, à forte représentation religieuse dans un pays sous domination ottomane[31].
- 23 février - 19 décembre : ministère tory du comte de Derby, Premier ministre du Royaume-Uni[32]. Benjamin Disraeli devient chancelier de l'Échiquier. Il prend en main le parti conservateur désorienté par la crise libre-échangiste[33]. Il institue le Conservative Central Office pour administrer le mouvement (1870).
- 5 avril : mort de Felix Schwarzenberg, chef du gouvernement autrichien. Début du cabinet du comte Buol-Schauenstein (affaires étrangères) en Autriche ; le baron Alexander von Bach, ministre de l’Intérieur devient le personnage le plus important de l’État[34]. Ses fonctionnaires administrent la Hongrie, qui est découpée en cinq arrondissements bureaucratiques. La Transylvanie et la Croatie sont séparées du corps du royaume. Bach exerce une censure rigoureuse, introduit des codes civil et pénal étrangers et réduit le pays au mutisme. Les Magyars résistent à la germanisation par la passivité.
- 8 mai : traité de Londres, qui règle la succession du Danemark[35]. Grâce à la médiation russo-britannique, le gouvernement de Bluhme organise la nouvelle monarchie, composée du Danemark, du Schleswig, de l’Islande, des îles Féroé et des duchés allemands du Holstein et de Lauenburg.
- 5 juillet : promulgation de l'Acte additionnel de 1852 qui constitue la première révision de la Charte constitutionnelle en renforçant le pouvoir du conseil et modifie la manière dont les députés sont élus : ils sont désormais élus au suffrage direct par une base électorale élargie.
- Juillet, Irlande : à l’issue des élections générales du Royaume-Uni, les associations de métayers envoient une quarantaine de députés, tant en Irlande que dans le reste de l’Ulster. Ils forment le Independent Irish Party[36].
- Septembre : levée de l’état de siège à Prague et à Vienne[37].

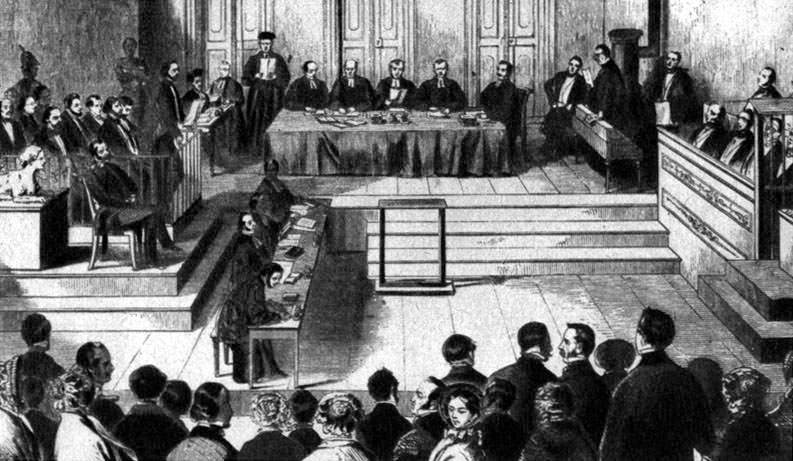
4 octobre - 12 novembre : procès des militants communistes à Cologne.

- 4 octobre - 12 novembre : procès des militants communistes à Cologne[38]. Marx et Engels prononcent la dissolution de la Ligue des communistes le 17 novembre[39].
- 11 novembre : inauguration du nouveau palais de Westminster[40].
- 2 décembre, France : proclamation du Second Empire, Louis-Napoléon Bonaparte devient Napoléon III[41].
- 19 décembre : début du ministère de la Peelite coalition du comte d'Aberdeen, Premier ministre du Royaume-Uni (fin en 1855)[32].
- Décembre : fin de l’affaire des Lieux Saints opposant la Russie et la Turquie. Catholiques (France) et orthodoxes (Russie) se disputent la garde des Lieux Saints. La Turquie donne finalement satisfaction à la France[42].

## Naissances en 1852
- 7 janvier : Pascal Dagnan-Bouveret, peintre français († 3 juillet 1929).
- 8 janvier : Gabriel Marie, compositeur français († 29 août 1928).
- 12 janvier : Joseph Joffre, maréchal (le « vainqueur de la bataille de la Marne ») et académicien († 3 janvier 1931).
- 13 janvier : Herman Johannes van der Weele, peintre néerlandais († 2 décembre 1930).
- 14 janvier : Jef Lambeaux, sculpteur belge († 5 juin 1908).
- 17 janvier : Louis Béroud, peintre français († 9 octobre 1930).
- 21 janvier :
  - Emma Gad, écrivaine danoise († 8 janvier 1921).
  - Mark F. Napier, banquier, homme politique et homme d'affaires britannique  († 19 août 1919).
- 26 janvier :
  - Pierre Savorgnan de Brazza, explorateur français († 14 septembre 1905).
  - Gustave Bord, historien de la Révolution et essayiste français († 21 avril 1934).
  - Frederick Corder, compositeur et professeur de composition britannique († 21 août 1932).
- 27 janvier : Fulgence Bienvenüe, père du métropolitain († 3 août 1936).
- 28 janvier : Léon Koëlla-Leenhoff, agent de change et musicien français († 1927).
- 29 janvier : Frederic Hymen Cowen, pianiste, chef d'orchestre et compositeur britannique  († 6 octobre 1935).
- 31 janvier : Paul Tavernier, peintre français († 1943).
- ? : janvier : Alexandre Kviatkovski, révolutionnaire russe narodniki, membre fondateur de l'organisation Narodnaïa Volia († 4 novembre 1880).
- 4 février : Paulin Bertrand, peintre et sculpteur français († 27 mars 1940).
- 9 février : Émile Marchand, astronome et géophysicien français, directeur de l'observatoire du Pic du Midi († 25 avril 1914).
- 16 février : 
  - Mary Ewing Outerbridge, joueuse de tennis américaine († 3 mai 1886).
  - Charles Taze Russell pasteur fondateur du mouvement des Étudiants de la Bible, ancêtre des Témoins de Jéhovah († 31 octobre 1916).
- 26 février : John Harvey Kellogg, médecin et chirurgien américain, inventeur des corn flakes († 14 décembre 1943).
- 6 mars : Josef Bayer, compositeur autrichien († 12 mars 1913).
- 14 mars : Albert Benois, aquarelliste russe († 16 mai 1936).
- 22 mars :
  - Otakar Ševčík, violoniste et compositeur austro-hongrois puis tchécoslovaque († 18 janvier 1934).
  - Hector-Irénée Sevin, cardinal français († 4 mai 1916).
- 25 mars : Gérard Cooreman, homme politique belge († 2 décembre 1926).
- 30 mars :
  - Theodore Bent, archéologue britannique († 5 mai 1897).
  - Laure Brouardel, peintre française († 31 décembre 1935).
- 4 avril : Elkan Bauer, compositeur autrichien († 20 septembre 1942).
- 6 avril : Giuseppe Costa, peintre italien († 9 février 1912).
- 9 avril : Georges Marietti, compositeur français († 11 mai 1902).
- 11 avril :
  - Bérenger Saunière, religieux français († 22 janvier 1917).
  - Leon Wyczółkowski, peintre et illustrateur polonais († 27 décembre 1936).
- 12 avril :
  - Uriel Sebree Hall, homme politique américain († 30 décembre 1932).
  - Petar Ubavkić, sculpteur et peintre serbe († 28 juin 1910).
- 14 avril : Jacob Meyer de Haan, peintre néerlandais († 1895).
- 21 avril : Edmond van Eetvelde, homme politique et diplomate belge († 8 décembre 1925).
- 23 avril : Jules Contant, peintre français († 10 novembre 1920).
- 26 avril : Joseph Timchenko, inventeur ukrainien († 20 mai 1924).
- 1er mai :
  - Calamity Jane (Martha Jane Canary, dite), aventurière américaine († 1er août 1903).
  - Egidio Coppola, peintre italien († 1928).
- 4 mai : Alice Liddell, inspiratrice d'Alice au pays des merveilles († 16 novembre 1934).
- 5 mai : Pietro Gasparri, cardinal italien de la Curie romaine († 18 novembre 1934).
- 18 mai :
  - Julius Adam, peintre animalier et lithographe allemand († 23 février 1913).
  - Gustave Courtois, peintre français († 25 novembre 1923).
- 30 mai : Luigi Conconi, peintre italien († 23 janvier 1917).
- 31 mai : Julius Richard Petri, Bactériologiste allemand († 20 décembre 1921).
- 18 juin : Charles Kent, acteur, scénariste, réalisateur et producteur britannique naturalisé américain († 21 mai 1923).
- 23 juin : Raoul Pugno, compositeur et pianiste français († 3 janvier 1914).
- 25 juin : Antoni Gaudí, architecte espagnol († 10 juin 1926).
- 4 juillet : Alfred Grünfeld, pianiste et compositeur autrichien († 4 janvier 1924).
- 6 juillet : Otto Neitzel, compositeur, pianiste et critique musical allemand († 10 mars 1920).
- 12 juillet :
  - Frédéric Dufaux, peintre suisse († 2 juillet 1943).
  - Hipólito Yrigoyen, homme politique argentin († 3 juillet 1933).
- 13 juillet :
  - Siegfried Langgaard, compositeur, pianiste, professeur et philosophe danois († 5 janvier 1914).
  - Paul Paulin, peintre, sculpteur et médailleur français († 22 octobre 1937).
- 14 juillet : Walter Robert-Tornow, érudit allemand († 17 septembre 1895).
- 20 juillet : Theo Heemskerk, homme politique néerlandais († 12 juin 1932).
- 21 juillet :
  - Lauri Kivekäs, avocat et homme politique finlandais  († 26 mars 1893).
  - Sophie Schaeppi, peintre suisse († 18 février 1921).
- 23 juillet : Aimé Uriot, peintre art nouveau français († 13 avril 1923).
- 24 juillet : Leonardo Fea, explorateur, zoologiste et peintre italien († 27 avril 1903).
- 26 juillet : Pietro Aldi, peintre académique italien († 18 mai 1888).
- 30 juillet : Emma Gillett, avocate américaine († 23 janvier 1927).
- 7 août : Alexandre Nozal, peintre français († 4 février 1929).
- 10 août : Matko Laginja, juriste et homme politique croate († 18 mars 1930).
- 13 août :
  - Robert Hausmann, violoncelliste allemand († 18 janvier 1909).
  - Christian Krohg, peintre, illustrateur, écrivain et journaliste norvégien († 16 octobre 1925).
- 16 août : József Márkus, homme politique hongrois († 12 mars 1915).
- 26 août : 
  - Jean-Baptiste Lasserre, général de division français († 1939).
  - Ulisse Ribustini, peintre italien († 1944).
- 27 août : Maurice Hagemans, peintre belge († 2 novembre 1917).
- 30 août : Jacobus Henricus van 't Hoff, physicien et chimiste néerlandais (prix Nobel de chimie († 1er mars 1911).
- 31 août :
  - Joris Helleputte, architecte et homme politique belge († 23 février 1925).
  - Gaetano Previati, peintre italien († 21 juin 1920).
- 2 septembre : Paul Bourget, écrivain, académicien français († 25 décembre 1935).
- 10 septembre : Henri Gervex, peintre et pastelliste français († 6 juin 1929).
- 18 septembre : Octave Callandreau, astronome français († 13 février 1904).
- 20 septembre : Albert Dawant, peintre et illustrateur français († 18 avril 1923).
- 26 septembre : Alphonse Stengelin, peintre, graveur aquafortiste et lithographe français († 12 mars 1938).
- 28 septembre : Henri Moissan, chimiste français (prix Nobel de chimie († 20 février 1907).
- 29 septembre : Étienne Dujardin-Beaumetz, peintre et homme politique français († 27 septembre 1913).
- 30 septembre : Charles Villiers Stanford, compositeur irlandais († 29 mars 1924).
- 2 octobre : William Ramsay, chimiste britannique († 13 juillet 1916).
- 3 octobre : Kyriak Kostandi, peintre réaliste russe († 31 octobre 1921).
- 9 octobre : Marie-Félix-Hippolyte Lucas, peintre français († 17 avril 1925).
- 11 octobre :
  - Marie Ernestine Lavieille, peintre française († 12 novembre 1937).
  - Francis Tattegrain, peintre français († 1er janvier 1915).
- 23 octobre : Jean-Louis Forain, peintre, goguettier, illustrateur et graveur français († 11 juillet 1931).
- 26 octobre : Eugène Buland, peintre français († 1926).
- 31 octobre : Mary Eleanor Wilkins Freeman, écrivaine américaine († 13 mars 1930).
- 3 novembre : Meiji († 30 juillet 1912).
- 6 novembre : Gabriel Noradounghian, homme d’État et bureaucrate arménien ayant servi l'Empire ottoman († 1936).
- 11 novembre : Gerhard Hubert Balg, philologue, germaniste et latiniste américain d'origine allemande († 28 septembre 1933).
- 12 novembre : Carlos Durán Cartín, médecin et homme politique costaricain († 23 novembre 1924).
- 14 novembre : Antonio Mancini, peintre italien († 28 décembre 1930).
- 18 novembre :
  - Mikoláš Aleš, aquarelliste, dessinateur et illustrateur austro-hongrois († 10 juillet 1913).
  - Seweryn Bieszczad, peintre polonais  († 17 juin 1923).
  - Lawrence John Cannon, avocat, fonctionnaire et juge canadien († 30 janvier 1921).
- 21 novembre : Francisco Tárrega, guitariste et un compositeur espagnol († 15 décembre 1909).
- 22 novembre : Marie Adrien Lavieille, peintre française († 13 mars 1911).
- 25 novembre :
  - Paul Hillemacher, pianiste et compositeur français († 13 août 1933).
  - Jean Laronze, peintre français († 12 février 1937).
- 27 novembre : Jeanne Rongier, peintre française († 19 janvier 1929).
- 2 décembre : Alfred Arthur Brunel-Neuville, peintre de genre français († 5 février 1941).
- 15 décembre : Henri Becquerel, physicien français († 25 août 1908).
- 17 décembre : Herbert Beerbohm Tree, acteur et directeur de théâtre anglais († 2 juillet 1917).
- 19 décembre : Albert Abraham Michelson, physicien américain († 9 mai 1931).
- 23 décembre : Miguel Faílde, compositeur et musicien cubain († 26 décembre 1921).
- 25 décembre : Lionel Royer, peintre français († 30 juin 1926).

- Date précise inconnue :
  - Tadeusz Ajdukiewicz, peintre polonais († 9 janvier 1916).
  - Salih Budka, patriote, homme politique et poète nationaliste albanais († 1938).
  - Jean-Baptiste Degreef, peintre belge († 19 décembre 1894).
  - George Demetrescu-Mirea, peintre roumain († 12 décembre 1934).
  - Sotírios Krokidás, homme politique grec († 29 juillet 1924).
  - François Martroye, historien franco-belge († 8 septembre 1933).
  - Gioacchino Pagliei, peintre italien († 23 août 1896).
  - Eugène Pospolitaki, peintre russe († vers 1915).
  - Charles Wislin, peintre français († 1932).

## Décès en 1852
- 6 janvier : Louis Braille, inventeur du système d'écriture pour aveugles et malvoyants (° 4 janvier 1809).
- 7 janvier : Martin Verstappen, peintre paysagiste belge (° 7 août 1773).
- 9 janvier : Amir Kabir, chancelier de l'empire de Perse sous le règne de Nassereddine Shah (° vers 1807).
- 13 janvier : Fabian Gottlieb von Bellingshausen, explorateur russe (° 20 septembre 1778).
- 22 janvier : Louis Lézurier de La Martel, maire de Rouen sous l'empire (° 25 mai 1765).
- 28 janvier : Johann Friedrich Helmsdorf, peintre et graveur allemand (° 1er septembre 1783).
- 10 février : William Lewis Hughes, 1er baron Dinorben, homme politique britannique (° 10 novembre 1767).
- 23 février : Giuseppe Patania, peintre italien (° 18 janvier 1780).
- 2 mars : Alexis Valbrun, peintre français (° 3 juillet 1803).
- 4 mars : Nicolas Gogol, écrivain russe d'origine ukrainienne (° 31 mars 1809).
- 7 mars : Toussaint-François Node-Véran, peintre français (° 1er novembre 1773).
- 9 mars : Giacomo Conca, peintre italien (° 6 février 1787).
- 10 mars : Giuseppe Mazzini, socialiste italien en exil à Marseille (° 22 juin 1805).
- 23 mars : Eugène-Ferdinand Buttura, peintre français (° 12 février 1812).
- 26 avril : Charles Athanase Walckenaer, naturaliste français (° 25 décembre 1771).
- 6 mai :  Charles-Louis-Joseph Hanssens, violoniste, compositeur, chef d'orchestre et directeur de théâtre belge (° 4 mai 1777).
- 13 mai : Francisco de la Lastra, homme politique et militaire chilien (° 4 octobre 1777).
- 21 mai : Oliver Chace, industriel américain (° 24 août 1769).
- 4 juin : James Pradier (Jean-Jacques Pradier), sculpteur et peintre français d'origine suisse (° 23 mai 1790).
- 16 juin : Joseph Merk, compositeur et  violoncelliste autrichien (° 18 janvier 1795).
- 23 juin :
  - Charles Balthazar Julien Févret de Saint-Memin, peintre français (° 12 mars 1770).
  - Karl Brioullov, peintre russe (° 23 décembre 1799).
- 23 juillet : El Cano (Manuel Jiménez y Meléndez), matador espagnol (° 25 avril 1814).
- 4 août : Tony Johannot, graveur, illustrateur et peintre français (° 9 novembre 1803).
- 8 août : Charles-Juste de Torresani-Lanzfeld, fonctionnaire autrichien (° 16 février 1779).
- 14 août : Eberhard Wächter, peintre allemand (° février 1762).
- 2 septembre : François-Étienne Villeret, peintre et aquarelliste français (° 1799).
- 3 septembre : Johann Karl Simon Morgenstern, philologue et théoricien littéraire allemand (° 28 août 1770).
- 12 septembre : Peter McLeod, homme d'affaires canadien (° 1807).
- 19 septembre : Émilie de Rodat, religieuse française (° 6 septembre 1787).
- 24 septembre : Gustave de Suède, prince suédo-norvégien (° 18 juin 1827).
- 17 octobre : Henri de Caisne, peintre belge (° 27 janvier 1799).
- 19 octobre : Ernst Christian August von Gersdorff, diplomate et homme d'État saxon (° 23 novembre 1781).
- 26 octobre : Vincenzo Gioberti, prêtre, philosophe et homme politique libéral italien à Paris (° 4 avril 1801).
- 3 novembre : Carlos María de Alvear, militaire et homme d'État espagnol puis argentin (° 25 octobre 1789).
- 10 novembre : Gideon Mantell, obstétricien, géologue et paléontologue britannique (° 3 février 1790).
- 12 novembre : Georg Hellmesberger II, violoniste et compositeur autrichien (° 27 janvier 1830).
- 18 novembre : Anton Bernhard Fürstenau, flûtiste et compositeur allemand (° 20 octobre 1792).
- 26 novembre : Pavel Fedotov, peintre et dessinateur russe (° 4 juillet 1815).
- 27 novembre : Ada Lovelace, pionnière britannique de l'informatique ( °10 décembre 1815).
- 28 novembre : Ludger Duvernay, imprimeur bas-canadien (° 22 janvier 1799).
- 8 décembre : Ratu Tanoa Visawaqa, homme politique fidjien (° 1777).
- 16 décembre : Henri Jean Rigel, compositeur français (° 11 mai 1772).
- 18 décembre : Horatio Greenough, sculpteur américain (° 6 septembre 1805).
- 27 décembre : Pierre-François de Wailly, peintre français (° 1775).
- 30 décembre : Francisco Gomes da Silva, homme politique portugais (° 22 septembre 1791).

- Date précise inconnue :
  - Pétros Mavromichális, militaire et homme politique grec (° 1819).
  - Jean-Sébastien Rouillard, peintre français (° 1789).
  - Charles-Louis Schuler, peintre, graveur et dessinateur français (° 1782).
  - Gioacchino Serangeli, Gioacchino Serangeli, peintre italien (° 1768).